# Кубок Испании по футболу 1935
Кубок Испании по футболу 1935 — 33-й розыгрыш Кубка Испании по футболу выиграла Севилья. Этот кубок стал первым в истории команды.
Соревнование прошло в период с 10 марта по 30 июня 1935 года.

## Результаты матчей

### 1/4 финала
| Команда 1       | Итог | Команда 2 | 1-й матч | 2-й матч |
| --------------- | ---- | --------- | -------- | -------- |
| Реал Бетис      | 1:3  | Сабадель  | 1:1      | 0:2      |
| Барселона       | 2:4  | Леванте   | 2:1      | 0:3      |
| Атлетико Мадрид | 4:5  | Севилья   | 2:2      | 2:3      |
| Сарагоса        | 2:7  | Осасуна   | 1:3      | 1:4      |

- Дополнительный матч

| Команда 1 | Счёт | Команда 2 |
| --------- | ---- | --------- |
| Барселона | 0–3  | Леванте   |

### 1/2 финала
| Команда 1 | Итог | Команда 2 | 1-й матч | 2-й матч |
| --------- | ---- | --------- | -------- | -------- |
| Леванте   | 1:4  | Сабадель  | 1:2      | 0:2      |
| Севилья   | 5:1  | Осасуна   | 4:1      | 1:0      |

### Финал
| 30 июня, 1935                    | \| Севилья \| 3:0 \| Сабадель \| \| Кампаналь 36′, 78′ · Брасеро 89′ \| Голы \| \| | Чамартин, Мадрид |
| Севилья                          | 3:0                                                                                | Сабадель         |
| Кампаналь 36′, 78′ · Брасеро 89′ | Голы                                                                               |                  |